# Amphiledorus ungoliantae
Amphiledorus ungoliantae är en spindelart som beskrevs av Pekár och Cardoso 2005. Amphiledorus ungoliantae ingår i släktet Amphiledorus, och familjen Zodariidae.
Artens utbredningsområde är Portugal. Inga underarter finns listade.